# خوسيه موتا (لاعب كرة قدم)
خوسيه موتا (7 سبتمبر 1919 بالبرتغال - ) هو لاعب كرة قدم برتغالي في مركز الهجوم. شارك مع منتخب البرتغال لكرة القدم. أما مع النوادي، فقد لعب مع إشتوريل برايا.

## وصلات خارجية
- خوسيه موتا على موقع قاعدة بيانات كرة القدم.إي يو (الإنجليزية)
- خوسيه موتا على موقع عالم كرة القدم.نت (الإنجليزية)